# Кіязібаш
Кіязіба́ш (рос. Кязибаш, башк. Киәҙебаш) — присілок у складі Буздяцького району Башкортостану, Росія. Входить до складу Арслановської сільської ради.
Населення — 24 особи (2010; 28 у 2002).
Національний склад:
- башкири — 82 %